# Pałantin
Pałantin (ros. Палантин) – rosyjski system walki elektronicznej przeznaczony do zakłócania łączności oraz prowadzenia rozpoznania elektronicznego.

## Historia

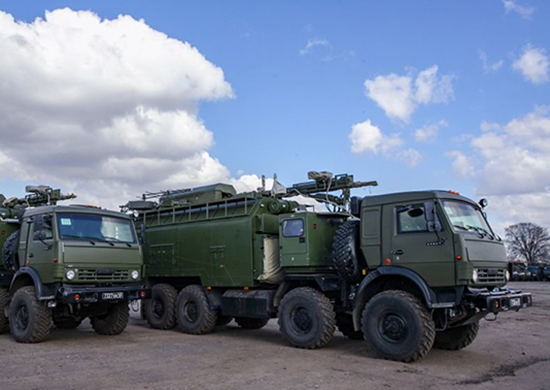
Pojazdy Kamaz z systemem Pałantin

System został opracowany przez koncern Sozwiezdije. Pierwsze egzemplarze Pałantina zaczęły trafiać do jednostek armii rosyjskiej w kwietniu 2019 r., wykorzystano je podczas ćwiczeń Zachodniego Okręgu Wojskowego w rejonie Woroneża.
Pałantin to mobilny system walki elektronicznej montowanym na wojskowych ciężarówkach KamAZ 6x6. Jest przewidziany do zastosowań:
- zakłócanie łączności przeciwnika w zakresie fal krótkich (HF) i ultrakrótkich (VHF) oraz telefonii komórkowej,
- maskowanie własnych systemów łączności poprzez aktywne generowanie zakłóceń i tworzenie „szumu” w paśmie elektromagnetycznym,
- rozpoznanie radioelektroniczne poprzez wykrywanie i klasyfikowanie sygnałów wroga oraz ich lokalizowanie,
- działanie sieciocentryczne – współpraca z innymi rosyjskimi systemami, tj. 1L267 Moskwa-1, Krasucha-4, R-330Ż Żytiel czy RB-301B Borisoglebsk-2, co umożliwia stworzenie bardziej kompleksowej strefy zakłóceń.

System Pałantin wykorzystuje algorytmy analizy sygnałów i automatycznego doboru metod zakłócania. Proces pracy można podzielić na kilka etapów:
- rozpoznania, w ramach którego:
  - system wykrywa aktywne źródła emisji radiowej wroga,
  - analizuje częstotliwości i charakterystykę sygnału,
  - określa położenie źródeł sygnału.
- analiza i selekcja celów:
  - na podstawie danych rozpoznawczych system wybiera najbardziej krytyczne dla przeciwnika pasma komunikacyjne,
  - dobiera odpowiednią metodę zakłócania, np. szerokopasmowe zagłuszanie lub działania ukierunkowane na zakłócenie konkretnego obiektu.
- zakłócanie i przeciwdziałanie:
  - emisja zakłóceń na wybranych częstotliwościach aby sparaliżować systemy dowodzenia i łączności wroga,
  - obserwacja działań przeciwnika i w przypadku zmiany częstotliwości, system automatycznie zmienia zakłócane pasma,
  - system może generować fałszywe sygnały w celu wprowadzenia systemów rozpoznania przeciwnika w błąd.

## Wykorzystanie bojowe

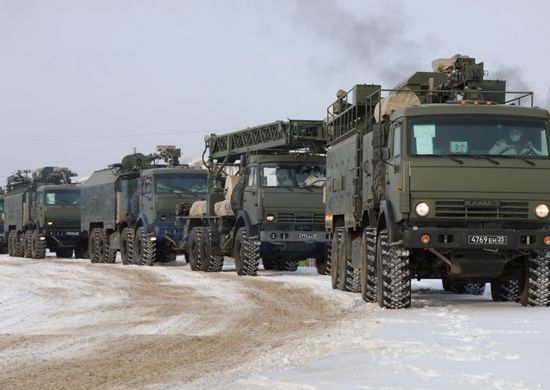
Kolumna pojazdów systemu Pałantin w marszu

System został wykorzystany podczas działań bojowych w ramach inwazji Rosji na Ukrainę. Według rosyjskich źródeł wykorzystano 15 egzemplarzy Pałantina, które rozmieszczone w 20-kilometrowych odstępach, stworzyły strefę chroniącą własne wojska przed oddziaływaniem przeciwnika.